# Station Nowy Jarosław
Station Nowy Jarosław was een spoorwegstation in de Poolse plaats Nowy Jarosław.